# Dialogue islamo-chrétien sous le calife Al-Mamoun
Le Dialogue islamo-chrétien sous le calife Al-Mamoun est un recueil d'épître échangées de 813 à 834 par Al Hashimi et Al-Kindi sur leurs religions respectives. Il s'agit d'un dialogue courtois entre deux lettrés inventoriant en quels points leurs religions divergent, mais aussi en quoi elles concordent, et cherchant à faire la part entre le message de leurs fondateurs et l'interprétation des générations qui ont suivi.
Le calife Al-Mamoun avait lui-même une réputation de grande curiosité pour les autres cultures. Ibn Khaldoun, plusieurs siècles après, rend hommage à son effort de préservation et de diffusion du patrimoine grec : « Que sont devenues les sciences des Perses dont les écrits, à l’époque de la conquête, furent anéantis par ordre d’Omar ? Où sont les sciences des Chaldéens, des Assyriens, des habitants de Babylone ?... Où sont les sciences qui, plus anciennement, ont régné chez les Coptes ? Il est une seule nation, celle des Grecs, dont nous possédons exclusivement les productions scientifiques, et cela grâce aux soins que prit El-Mamoun de faire traduire ces ouvrages ».